# الهواني
الهَوَانِي قرية تقع بمعتمدية الشراردة بولاية القيروان من الوسط التونسي.